# سنگ‌چشم تورانی
سنگ‌چشم تورانی یا سنگ‌چشم ترکستان (نام علمی: Lanius phoenicuroides) نام یک گونه از سرده سنگ‌چشم‌های معمولی است.
- نام انگلیسی این گونه، گاهی Turkestan Shrike و گاهی Red-tailed Shrike است.

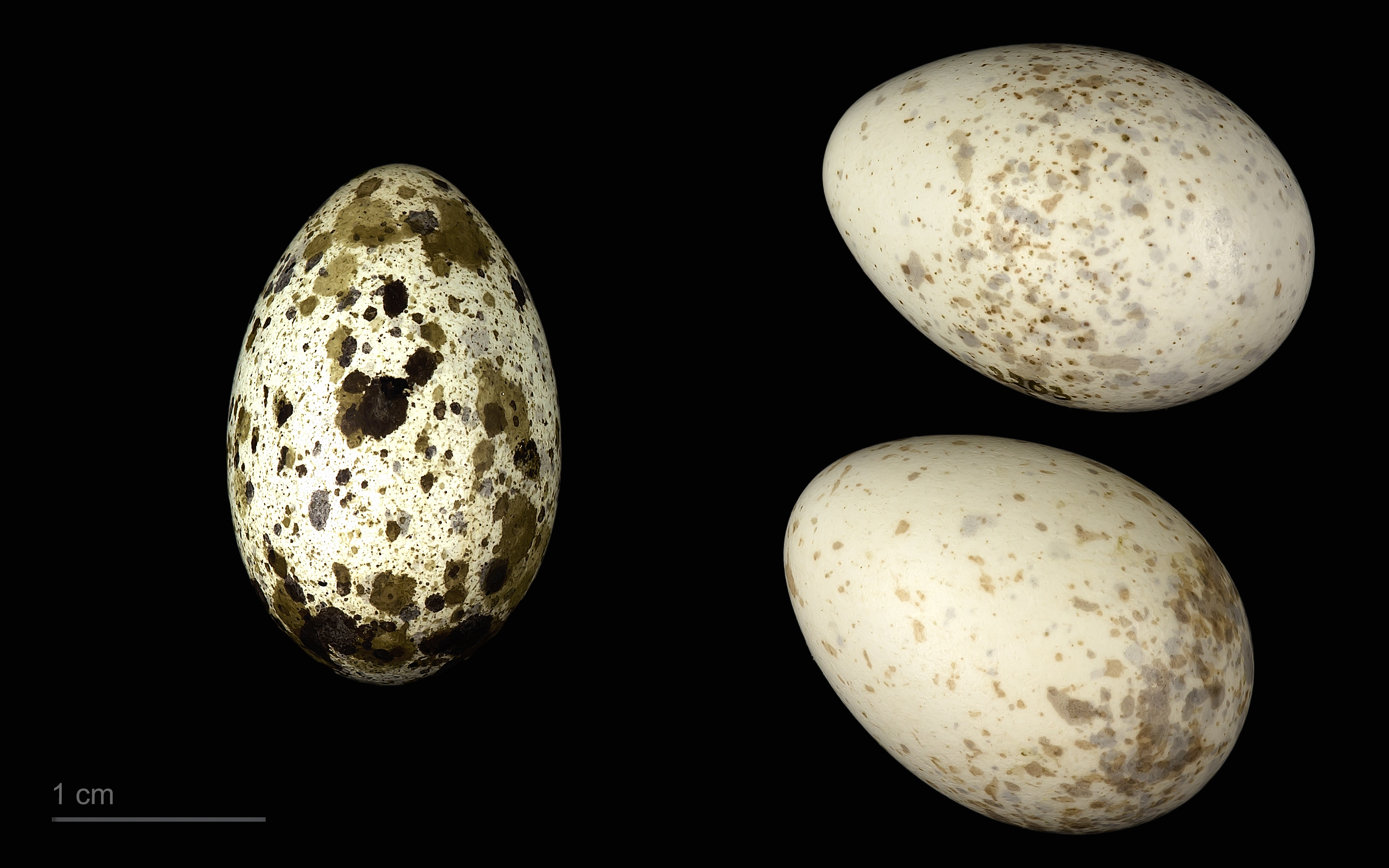
Cuculus canorus + Lanius phoenicuroides